# Аварийная авиационная турбина

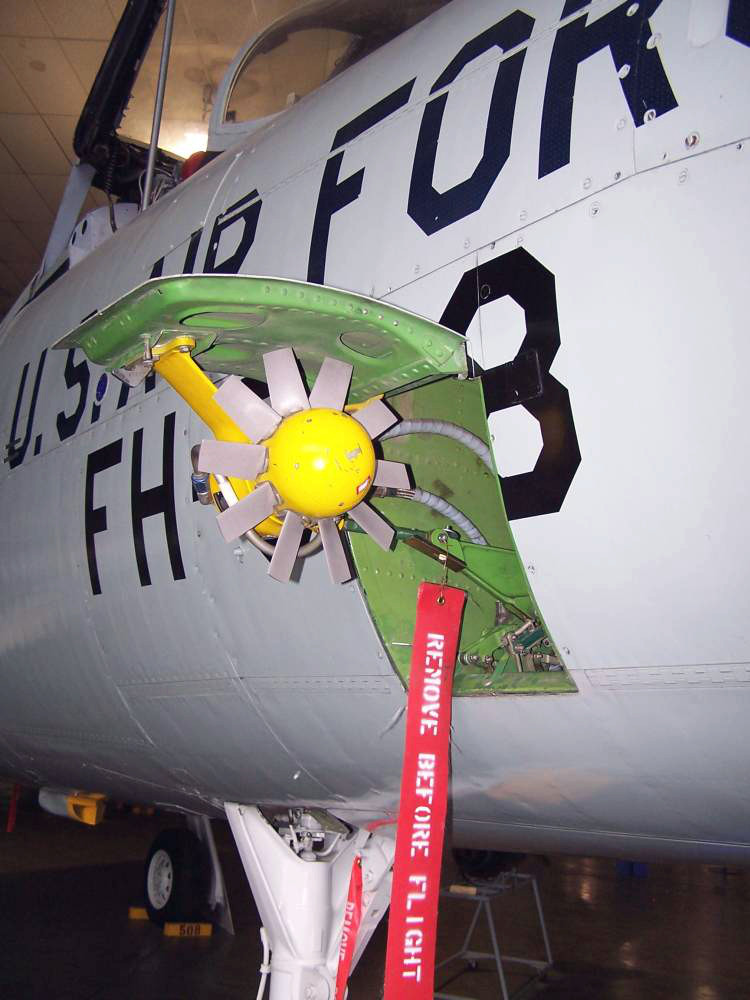
Аварийная турбина на истребителе-бомбардировщике F-105 Thunderchief

Аварийная авиационная турбина (англ. ram air turbine, RAT) — небольшой пропеллер с электрическим генератором и/или гидравлическим насосом, предназначенный для аварийного электропитания самолётов и поддержания давления в гидравлической системе бустерного управления.
Аварийная турбина автоматически выпускается из специального отсека в корпусе при отказе основного и запасного источников электричества или отказе гидравлических систем. Раскручиваемая набегающим потоком воздуха, она способна вырабатывать электрический ток и/или создавать давление в гидросистемах для питания критически важных систем летательного аппарата. Как правило, турбина — изменяемого шага с центробежным регулятором для стабилизации работы.
Изначально RAT устанавливали в основном на военных самолётах, так как на них выше риск выхода из строя источников электропитания, однако со временем гражданские воздушные суда также начали оборудоваться аварийными турбинами (чаще двух- или четырёхлопастными). На уже снятом с вооружения бомбардировщике Ту-22 установлены две аварийные турбины (турбонасоса) АТН-15, создающие давление в аварийной третьей гидросистеме для аварийного выпуска шасси и работы руля высоты (цельноповоротного стабилизатора), электрогенераторов на этих турбинах нет. В качестве насоса в АТН-15 использован плунжерный НП-43/1.
Самый большой диаметр имеет аварийная турбина, установленная на Аэробусе A380 — 1,63 м, на других гражданских самолётах габариты этого агрегата лежат обычно в пределах 80 см, а на военных самолётах — и того меньше. Мощность электрогенераторов варьируется от 5 до 70 кВт.
Не все самолёты оборудованы аварийными турбинами. Например, на Ту-134 и Ту-154 её нет, а в случае отказа двигателей вращение насосов гидросистем осуществляется за счёт авторотации (под действием набегающего потока воздуха) роторов компрессоров высокого давления в двигателях, генераторы же не работают и бортсеть питается от аккумуляторов. Аварийных турбин нет также на турбовинтовых самолётах и вертолётах.
Также подобные турбины применяются в самолётах, предназначенных для опыления полей — не требуется ставить вал отбора мощности, двигатель остаётся немодифицированным, и самолёт проходит допуск к эксплуатации. Кроме того, это упрощает систему трубопроводов с опасным содержимым.